# Lijst van Alarmschijven in 1995
Deze hits waren in 1995 Alarmschijf op Radio 538:
| Nr.  | Datum        | Artiest                          | Titel                                                     | Hoogste positie in Top 40 |
| ---- | ------------ | -------------------------------- | --------------------------------------------------------- | ------------------------- |
| 1294 | 7 januari    | De Smurfen met Irene Moors       | No Limit                                                  | 1(6wk)                    |
| 1295 | 14 januari   | Boyzone                          | Love Me for a Reason                                      | 7                         |
| 1296 | 21 januari   | Simple Minds                     | She's a River                                             | 13                        |
| 1297 | 28 januari   | Elton John                       | Can You Feel the Love Tonight                             | 14                        |
| 1298 | 4 februari   | The Cranberries                  | Ode to My Family                                          | 19                        |
| 1299 | 11 februari  | T.O.F.                           | Funk It Up                                                | 5                         |
| 1300 | 18 februari  | Snap!                            | The First the Last Eternity (Till the End)                | 2                         |
| 1301 | 25 februari  | Gompie                           | Alice, Who the X Is Alice?                                | 1(5wk)                    |
| 1302 | 4 maart      | Moby                             | Everytime You Touch Me                                    | 18                        |
| 1303 | 11 maart     | 2 Unlimited                      | Here I Go                                                 | 5                         |
| 1304 | 18 maart     | Gordon                           | Miracle                                                   | 16                        |
| 1305 | 25 maart     | East 17                          | Let It Rain                                               | 27                        |
| 1306 | 1 april      | E-Z-K                            | Oh Diana                                                  | 20                        |
| 1307 | 8 april      | Scatman John                     | Scatman (Ski-Ba-Bop-Ba-Dop-Bop)                           | 2                         |
| 1308 | 15 april     | Jeremy Jackson                   | You Can Run                                               | 5                         |
| 1309 | 22 april     | Corona                           | Baby Baby                                                 | 22                        |
| 1310 | 29 april     | Bobby Brown                      | Two Can Play That Game (K-Klass remix)                    | 3                         |
| 1311 | 6 mei        | Boyzone                          | Key to My Life                                            | 10                        |
| 1312 | 13 mei       | MN 8                             | If You Only Let Me In                                     | 18                        |
| 1313 | 20 mei       | JX met Shèna                     | You Belong To Me                                          | 11                        |
| 1314 | 27 mei       | Mark 'Oh                         | Randy (Never Stop That Feeling)                           | 16                        |
| 1315 | 3 juni       | Michael Jackson & Janet Jackson  | Scream                                                    | 3                         |
| 1316 | 10 juni      | Nightcrawlers & John Reid        | Surrender Your Love                                       | 8                         |
| 1317 | 17 juni      | DJ BoBo                          | There Is a Party                                          | 20                        |
| 1318 | 24 juni      | De Sjonnies                      | Dans je de hele nacht met mij                             | 7                         |
| 1319 | 1 juli       | Scatman John                     | Scatman's World                                           | 3                         |
| 1320 | 8 juli       | Mango Kings                      | Under Di Mangotree                                        | 16                        |
| 1321 | 15 juli      | Bobby Brown                      | Humpin' Round (K-Klass remix)                             | 26                        |
| 1322 | 22 juli      | Guus Meeuwis & Vagant            | Het is een nacht... (Levensecht)                          | 1(7wk)                    |
| 1323 | 29 juli      | Whigfield                        | Big time                                                  | 22                        |
| 1324 | 5 augustus   | Pet Shop Boys                    | Paninaro '95                                              | 30                        |
| 1325 | 12 augustus  | Haddaway                         | Catch a Fire                                              | 17                        |
| 1326 | 19 augustus  | La Bouche                        | Fallin' In Love                                           | 14                        |
| 1327 | 26 augustus  | Charly Lownoise & Mental Theo    | Stars                                                     | 2                         |
| 1328 | 2 september  | DJ Paul Elstak                   | Rainbow in the Sky                                        | 3                         |
| 1329 | 9 september  | Michelle Gayle                   | Happy Just to Be With You                                 | 30                        |
| 1330 | 16 september | C'est Tout m.m.v. Anthonius Hapt | De Tandenborstel-Jive                                     | 5                         |
| 1331 | 23 september | Mariah Carey                     | Fantasy                                                   | 9                         |
| 1332 | 30 september | Double Vision                    | Knockin'                                                  | 2                         |
| 1333 | 7 oktober    | Oleta Adams                      | Never Knew Love                                           | 18                        |
| 1334 | 14 oktober   | Ace Of Base                      | Lucky Love                                                | 15                        |
| 1335 | 21 oktober   | Roxette                          | You Don't Understand Me                                   | 20                        |
| 1336 | 28 oktober   | Queen                            | Heaven For Everyone                                       | 3                         |
| 1337 | 4 november   | Madonna                          | You'll See                                                | 15                        |
| 1338 | 11 november  | Whitney Houston                  | Exhale (Shoop Shoop)                                      | 7                         |
| 1339 | 18 november  | Nakatomi                         | Free                                                      | 17                        |
| 1340 | 25 november  | Extince                          | Spraakwater                                               | 8                         |
| 1341 | 2 december   | Vanessa Williams                 | Colors of the Wind                                        | 9                         |
| 1342 | 9 december   | Double Vision                    | All Right                                                 | 10                        |
| 1343 | 16 december  | Peter de Koning                  | Het is altijd lente in de ogen van de tandarts-assistente | 5                         |
| 1344 | 23 december  | Backstreet Boys                  | We've Got It Goin' On                                     | 5                         |
| -    | 30 december  | geen Alarmschijf                 | geen Alarmschijf                                          | geen Alarmschijf          |

1969 ·
1970 ·
1971 ·
1972 ·
1973 ·
1974 ·
1975 ·
1976 ·
1977 ·
1978 ·
1979 ·
1980 ·
1981 ·
1982 ·
1983 ·
1984 ·
1985 ·
1986 ·
1987 ·
1988 ·
1989 · 
1990 · 
1991 · 
1992 · 
1993 · 
1994 · 
1995 · 
1996 · 
1997 · 
1998 · 
1999 · 
2000 · 
2001 · 
2002 · 
2003 · 
2004 · 
2005 · 
2006 · 
2007 · 
2008 · 
2009 ·
2010 ·
2011 ·
2012 ·
2013 ·
2014 ·
2015 ·
2016 ·
2017 ·
2018 ·
2019 ·
2020 ·
2021 ·
2022 ·
2023 ·
2024 ·
2025